# Амвросий (Мелякэ)
Епи́скоп Амвро́сий (рум. Episcop Ambrozie, в миру Валентин Мелякэ, рум. Valentin Meleacă; 20 апреля 1969, село Скорцени, жудец Прахова, Румыния) — епископ Румынской православной церкви, епископ Джурджуский.

## Биография
С 1983 по 1987 год учился в лицее № 1 города Кымпины. В 1987—1989 годах проходил службу в Армии.
В 1990 году поступил в братию Скита Красна в жудеце Прахова. В 1991 году принял монашеский постриг с именем Амвросий в честь святителя Амвросия Медиоланского. 11 мая 1992 года был рукоположен в сан иеромонаха.
В 1992 году поступил на Богословский факультет Бухарестского университета, который окончил в 1996 году. Остался там же на магистратуре, которую завершил в 1999 году с диссертацией на тему «Паламизм и секуляризация».
31 марта 1996 года он был назначен настоятелем скита Дарвари в Бухаресте, восстановленного по инициативе Патриарха Феоктиста. Ему удалось собрать вокруг себя восемь монахов, четверо из которых имели богословскую степень, а остальные — являлись студентами. Вместе с ними он инициировал обширные реставрационные и восстановительные работы в ските. Он отремонтировал старые кельи и церковь и начал строить большое здание, которое будет выполнять все функции, которые должен иметь монастырь: столовая, библиотека, музей, церковный магазин, колокольня, новые кельи и другие. 7 ноября 1998 года за понесённые труды был возведён в сан протосинкелла. В 2000 году приобрёл недвижимость поблизости, впоследствии обустроенную как епископская резиденция.
В 1999 году по рекомендации Священного Синода Румынской Православной Церкви был принят на богословский факультет Университета Аристотеля в Салониках со стипендией от Священного Синода Элладской Православной Церкви. 3 марта 2005 года защитил там докторскую диссертацию «Рассмотрение исторических причин и последствий унии Православной Церкви в Трансильвании с Римо-католической церковью», написанную под научным руководством профессора Апостолоса Главинаса.
4 октября 2000 года решением Священного Синода Румынской православной церкви был избран викарием Патриарха Румынского с титулом «Синайский». 15 октября того же года в храме святого Спиридона Нового в Бухаресте состоялась его епископская хиротония, которую совершили: Патриарх Румынский Феоктист, епископ Александрийский и Телеорманский Галактион (Стынгэ), епископ Венгерский Софроний (Дринчек), новоизбранный архиепископ Крайовский и митрополит Олтенский Феофан (Саву), епископ Снаговский Феодосий (Петреску), епископ Слатинский Ириней (Попа).
8 февраля 2006 года Церковной выборной коллегией большинством голосов был избран правящим епископом Джурджуским. 9 апреля того года в Успенском кафедральном соборе в Джурджу состоялась его интронизация, которую возглавил Патриарх Феоктист.
Выдвигался наряду с епископом Киприаном (Спиридоном) на должность архиепископа Бузэуского и Вранчского, однако 28 февраля 2013 года Священный Синод Румынской православной церкви отдал предпочтение епископу Киприану, который получил 41 из 47 голосов членов Синода.

## Награды
- Командор ордена «За заслуги перед культурой»[рум.] в категории G «Культы» (2004, Румыния)[7]